# Harszle

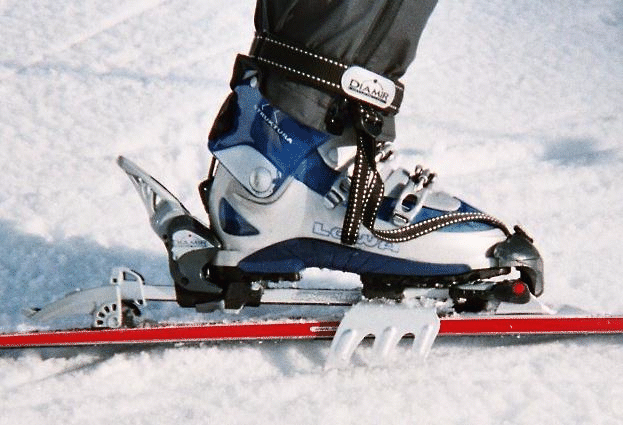
But turowy i wiązanie na narcie turowej. Pod butem widoczne są harszle

Harszle (noże lodowe) – urządzenie umożliwiające narciarzowi poruszanie się na nartach turowych na stromych podejściach lub na zlodzonym/zmrożonym śniegu. Są odpowiednikiem raków pod butami wspinaczkowymi. 
Harszle są akcesoriami wykonanymi z miękkiej stali lub glinu. Są zakładane w sytuacji, gdy zastosowanie fok – czyli pasów ze specjalnej tkaniny (z moheru lub nylonu) o włosach układających się w jedną stronę, zapobiegających cofaniu się narty (dawniej stosowano pasy ze skór fok, stąd nazwa) – jest niewystarczające. Harszle należy dostosować do konkretnych wiązań i do danej szerokości narty.
Harszle mają różne rozmiary, w zależności od szerokości narty pod butem. Niektórymi z producentów harszli są: Dynafit, Fritschi (marki Axion, Diamir) i Marker.